# Majak

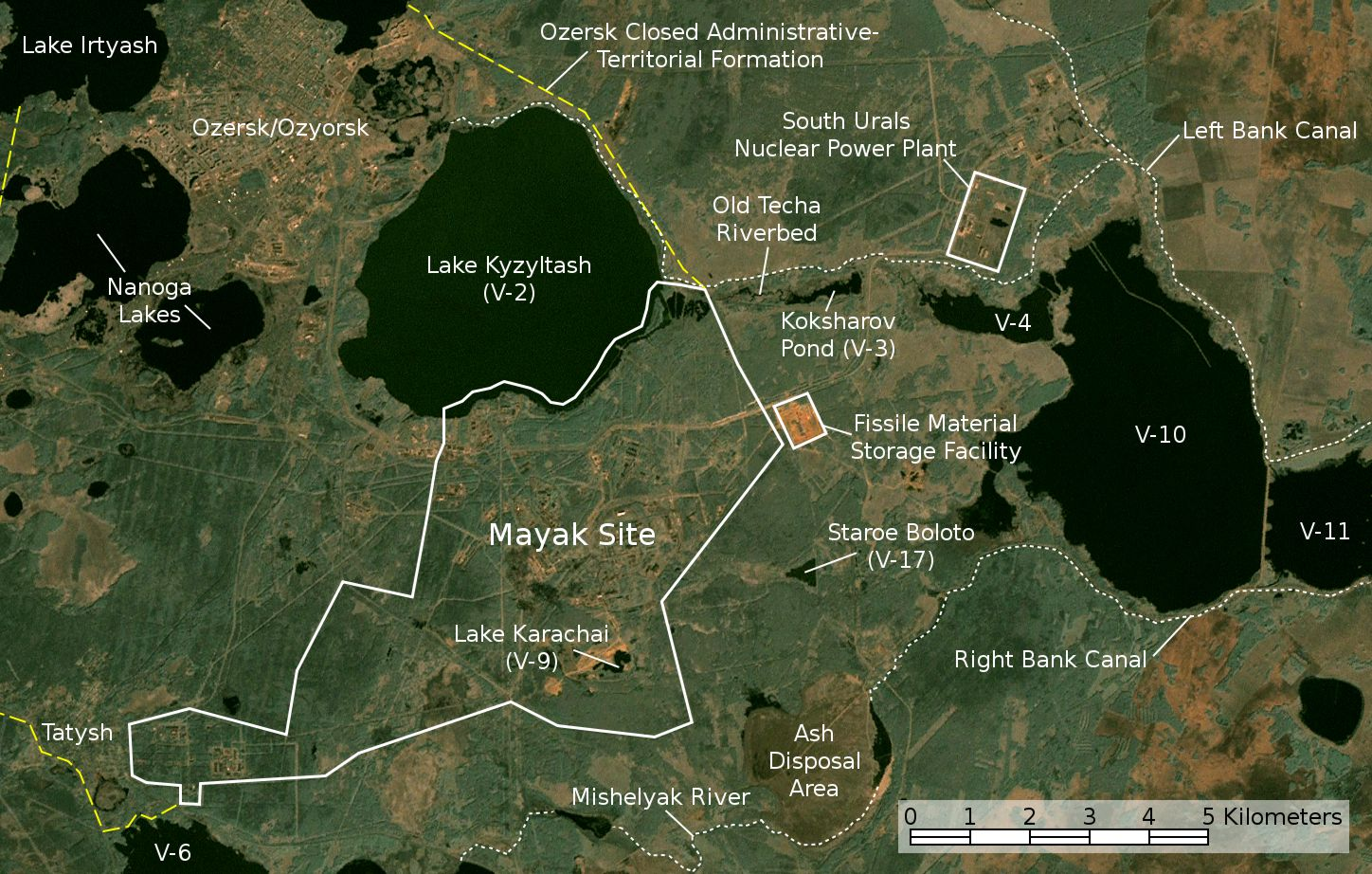
Satellietbeeld van Majak

Majak (Russisch: Маяк; officieel Majak Chemische Combinatie of MCC) is een van de grootste en meest gevarieerde nucleaire complexen van Rusland. Het staat onder supervisie van het Federaal Agentschap voor Kernenergie (MinAtom). Voor 1990 was het bekend als Tsjeljabinsk-40 en van 1990 tot 1992 als Tsjeljabinsk-65.
Het complex ligt op 10 kilometer van de gesloten stad Ozjorsk, ongeveer 70 kilometer ten noorden van de  stad Tsjeljabinsk en 15 kilometer ten oosten van de stad Kysjtym. Het totale terrein omvat 200 km² (ongeveer zo groot als de gemeente Amsterdam) rond het Kyzyltasjmeer in de bovenloop van de rivier de Tetsja. De bedrijfsoppervlakte bedraagt 90 km² en ligt ten zuidoosten van het meer. Er werken ongeveer 17 000 mensen, waarvan 12 000 uit Ozjorsk. Naast een nucleair testcentrum met zeven kernreactoren waarvan twee actieve, staat er ook een bekende opwerkingsfabriek voor radioactief afval met opslagplaats.

## Kernongelukken en schandalen
Het complex zorgde door de geschiedenis voor een aantal ongelukken met enorme gevolgen. Het bekendste is dat van Kysjtym in 1957. Dit ongeluk wordt ook wel beschouwd als de ergste kernramp van de Sovjet-Unie tot de kernramp van Tsjernobyl (6 op de schaal van INES). De impact van het ongeluk was in absolute termen kleiner, maar de afhandeling gebeurde zeer slecht. De Sovjets verzwegen het ongeluk 4 jaar volledig en de totale omvang van de ramp 30 jaar. Inspecties konden pas plaatsvinden in de jaren 90 na het uiteenvallen van de Sovjet-Unie. 
Hiernaast deed zich in 1967 nog een zwaar ongeluk voor naast talloze kleine en grotere ongevallen. Door al deze ongelukken, de slechte veiligheidsmaatregelen en de slechte afhandeling van ongelukken door de verantwoordelijke autoriteiten geraakte het gebied in de periode 1948 tot 1990 tot het zwaarst vervuilde gebied ter wereld. Meer dan 26.200 km² land werd vervuild met radioactief materiaal (vergelijkbaar met ongeveer 85% van België of ongeveer 60% van Nederland). De totale vervuiling bedroeg ongeveer 185 petabecquerel (PBq) waarbij ongeveer 55 PBq in het milieu terechtkwam.
Ook na het uiteenvallen van de Sovjet-Unie, toen uiteindelijk bekend werd wat voor rampen er hadden plaatsgevonden, bleven er problemen ontstaan. Tussen 2001 en 2004 kwamen opnieuw tientallen miljoenen kubieke meters radioactief afval in de Tetsja terecht onder het bestuur van directeur Vitali Sadovnikov. Ondanks het feit dat het bedrijf budget had om schade aan de natuur te voorkomen, werd met dit geld een kantoor gebouwd in Moskou en betaalde de directeur zichzelf grote sommen. In maart 2006 werd hij hiervoor door het gerechtshof van Jekaterinenburg veroordeeld en afgezet als directeur. Op 11 mei werd hij evenwel vrijgesteld van verdere vervolging door een amnestieregeling van de Staatsdoema vanwege haar 100-jarig bestaan en door MinAtom-minister Sergej Kiriejenko opnieuw aangesteld als directeur.
De Franse nucleaire veiligheidsorganisatie IRSN liet op 9 november 2017 weten dat er verhoogde waardes van de radioactieve stof ruthenium-106 boven Europa waren gemeten, die echter niet schadelijk voor mensen waren. Op 21 november 2017 meldden Russische meteorologische diensten eveneens een verhoogde waarde ruthenium-106 te hebben gemeten. Het station bij Argajasj in het Oeralgebergte, 30 kilometer van de nucleaire fabriek in Majak meldde een 986 keer hogere waarde. Een station verder van de fabriek meldde 440 keer de normale waarde te hebben gemeten. De Russische overheid gaf echter aan dat er geen sprake was van ongelukken of incidenten bij fabrieken die met de stof werken. In 2019 meldden onderzoekers dat uit gecombineerde atmosferische metingen met de concentraties van het radioactieve materiaal op verschillende plaatsen in Europa naar voren kwam dat de wolk wel degelijk afkomstig lijkt te zijn van de opwerkingsfabriek in Majak. Het onderzoeksteam houdt het erop dat men waarschijnlijk bezig was het hoog-radioactieve materiaal cerium-144 te maken. Daartoe splijt men uranium(IV)oxide uit kernafval in stukken, een proces waarbij onder meer vluchtig rutheenoxide ontstaat. Blijkbaar is er bij de productie hiervan iets mis gegaan in de Majak-fabriek.